# Oration
Oration is een compositie van Frank Bridge.

## Geschiedenis
Bridge schreef gedurende zijn gehele leven als componist noch een symfonie noch een officieel concerto. Het was er bijna van gekomen met dit Oration, dat hij in de pen had als celloconcert, maar op het laatst wijzigde hij de naam in Oration (redevoering). Oration is een van de laatste stukken die de pacifist Bridge schreef over de verschrikkingen van de Eerste Wereldoorlog. Eerder waren er Klaaglied voor Catherine en Drie improvisaties voor de linkerhand met die oorlog in het hoofd. De naam "Concerto elegiaco" wees ook al op de treurige omstandigheid waarin Bridge de tijd moest doostaan: treurig concert. De reden dat Bridge de naam wijzigde was volgens de celliste Florence Hooton, dat Bridge een redevoering wilde houden tegen de oorlog. Wellicht zag Bridge ook vooruit want de spanningen in Europa liepen al weer op in aanloop naar de Tweede Wereldoorlog.
Bridge had grote plannen met dit concert, want het heeft de klassieke indeling van een concert, maar dan in één deel. Hij schreef naar zijn sponsor Elizabeth Sprague Coolidge dat hij graag een uitvoering wilde in Chicago met als solist Felix Salmond, een vriend van Bridge. Dat kwam er niet van en het zag er lang naar uit dat het werk op 4 februari 1934 het levenslicht zou zien. De solist Lauri Kennedy dorst het op het laatste moment niet aan. Het concert bleef op de plank liggen totdat een (toen) nieuw talent er wel wat in zag. Florence Hooton speelde het op 17 januari 1936 voor het eerst. Bridge dirigeerde zelf het BBC Symphony Orchestra. In 1936 was dan ook geen herinnering meer aan de Eerste maar een somberte over de Tweede Wereldoorlog en oorlog in het algemeen.
De ontvangst was redelijk. Bij een eerste keer van beluisteren had men zo de twijfels, maar naarmate men meer luisterde drong de essentie van het concert wel door, aldus critici van die tijd. Later zou het concert vergeleken worden met het Celloconcert van Edward Elgar, dat al in 1919 voltooid werd en wel werd uitgevoerd door Salmond. In de jaren 80 werd het werk regelmatig uitgevoerd en kreeg het lovende kritieken. De moderne stijl van Bridge was toen al lang niet zo modern meer als in 1930.

## Muziek
Het werk is in één deel, maar bevat alle ingrediënten van een concerto. Het centrale thema is als een begrafenismars. Dat thema komt steeds terug en op de climax van het werk wordt een variant van de Last Post gespeeld. Vervolgens weer terug naar het thema en volgt de cadens. Daarna komt een klaaglied en het concert eindigt in soberheid. De stemming van het werk wisselt tussen C majeur en E majeur, maar eindigt daar (als compromis?) in D majeur.
Tempi zijn: Poco lento – lento e ritmico – allegro – ben moderato (poco lento) – poco lento – Allegro giusto – tranquillo – ben moderato, mesto e tranquillo – cadenza – allegro – lento – epilogue, andante tranquillo.

### Orkestratie
- solo cello
- 2 dwarsfluiten waarvan 1 ook piccolo, 2 hobo’s, 2 klarinetten, 2 fagotten
- 4 hoorns, 2 trompetten, 3 trombones, 1 tuba
- pauken, 1 man/vrouw percussie voor triangel en kleine trom, 1 harpen,
- violen, altviolen, celli, contrabassen

## Discografie
- Uitgave Chandos: BBC National Orchestra of Wales o.l.v. Richard Hickox met solist Alban Gerhardt in een opname van 13/14 mei 2003; het orkest en dirigent gaf 4 september 2003 de Promspremiere met als solist Steven Isserlis.
- Uitgave Nimbus: Royal Liverpool Philharmonic Orchestra o.l.v. Richard Dickins met solist Raphael Wallfisch
- Uitgave Lyrita: London Philharmonic Orchestra o.l.v. Nicholas Braithwaithe met solist Julian Lloyd Webber